# Concierto para violín n.º 2 (Bartók)

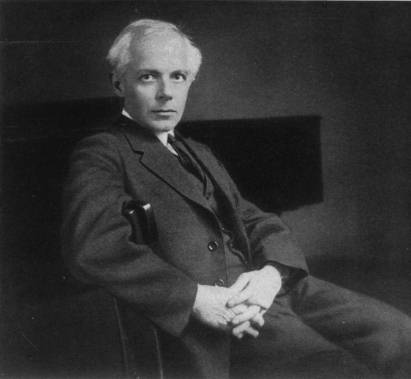
Béla Bartók 1927

El Concierto para violín n.º 2 de Béla Bartók, BB 117 se escribió en 1937–38. Durante la vida del compositor, fue conocido simplemente como su Concierto para violín. 
Su otro concierto para violín, obra de juventud de 1907–1908, el Concierto para violín n.º 1, Sz 36, BB 48a se escribió en los años 1907–1908, dedicado a la violinista Stefi Geyer pero no se publicaría hasta 1958, después de la muerte del compositor, como Concierto para violín n.º 1, Op. post.) 

## Historia

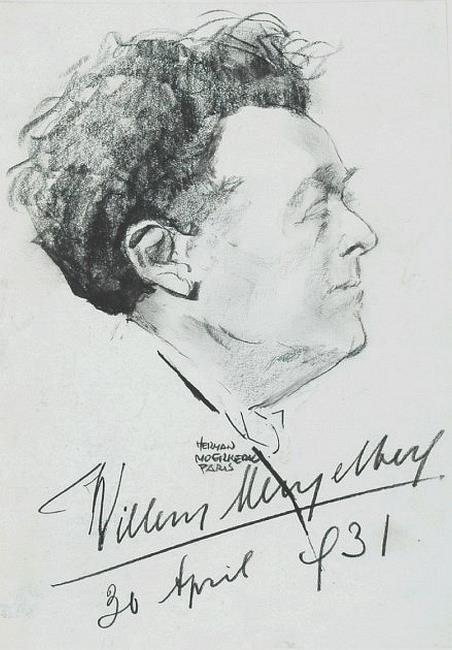
Willem Mengelberg (1871-1951) RKD – Nederlands Instituut voor Kunstgeschiedenis. 1931

El Concierto fue un encargo del famoso violinista y amigo personal del compositor, Zoltán Székely componiendo la obra en una etapa difícil de su vida, cuando estaba preocupado por la creciente fuerza del fascismo cuando él tenía opiniones opuestas. Después de un viaje a Turquía para un estudio sobre el folclore, estaba claramente consciente de que Europa se vería arrastrada a la catástrofe más completa. Su revuelta contra la tiranía sangrienta de Hitler lo llevó a prohibir que los títulos de sus obras se tradujeran al alemán, un idioma que ya no quería hablar ni escuchar. Llegó a convertirse en blanco de varios ataques en la Hungría de antes de la Guerra mundial.
En 1938, el compositor se debatió entre el deseo de huir de su patria (donde miles de ciudadanos judíos habían sido salvajemente perseguidos y asesinados) y la conciencia de lo difícil que era volver a empezar su vida en un país extranjero a la edad de cincuenta y siete años. Decidió emprender un estudio sobre Pierluigi da Palestrina antes de comenzar a trabajar en el encargo de su amigo.
La obra es contemporánea de los Contrastes para clarinete, violín y piano y está precedida, entre otras obras, por la Sonata para dos pianos y percusión, por lo que se considera escrita en su periodo de madurez.
Bartók inicialmente planeó escribir un conjunto de variaciones sobre un concierto de un solo movimiento, inspirado en el primer Concierto para violín y orquesta de Camille Saint-Saëns, pero Zoltán Székely prefería un concierto clásico de tres movimientos con un toque de ritmo y patetismo, junto con un toque de Brahms y Bruch.
Finalmente, Bartók cedió voluntariamente a la solicitud de su amigo, pero no abandonó el proyecto de escribir una serie de variaciones que habrían constituido el material del segundo movimiento, posiblemente el conjunto de variaciones más formal que Bartók escribió en su carrera, y el tercer movimiento es una variación del material del primero.

El Concierto fue estrenado por Székely y la Orquesta del Concertgebouw de Ámsterdam, dirigidos por Willem Mengelberg, el 23 de marzo de 1939. En una carta al compositor, Eugene Ormandy expresó su gran aprecio por el Concierto, estimando que "Después de Beethoven, Mendelssohn y Brahms no se había escrito un mejor concierto para violín".

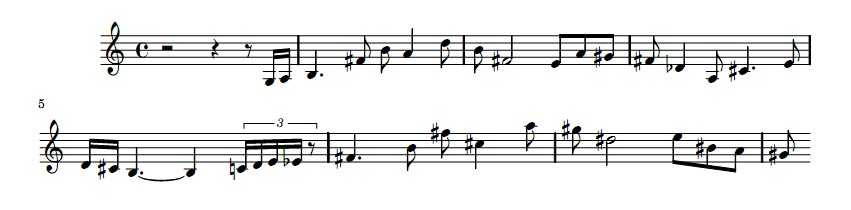
Comienzo de la partitura.

## Estructura
Consta de tres movimientos: 
1. Allegro non troppo
2. Andante tranquillo
3. Allegro molto

El concierto está compuesto para 2 flautas, flautín, 2 oboes, corno inglés, 2 clarinetes, clarinete bajo, 2 fagotes, contrafagot, 4 trompas, 2 trompetas, 3 trombones, timbales, caja, bombo, platillos, triángulo, gong, celesta, arpa y sección de cuerda.
Aunque no se emplea en ella el dodecafonismo, la obra contiene temas de doce tonos en los  movimientos primero y tercero.
En el Segundo Concierto encontramos el tono libre, rapsódico y popular que distingue a las Dos Rapsodias para violín y orquesta, pero en el Concierto la estructura es globalmente más amplia y exigente, tanto en su estructura externa como desde el punto de vista del contenido. Llama la atención, por ejemplo, el modo en que Bartók consigue un efecto de notable plenitud formal gracias a las analogías temáticas entre el primer y el tercer movimiento (como en el posterior Concierto para orquesta), hecho que atestigua un riguroso trabajo formal. Este principio de la forma arqueada, adoptado por Bartók en sus otras grandes obras maestras como el Cuarto Cuarteto de Cuerdas en Do mayor y el ya mencionado Concierto para Orquesta, también se adopta dentro de cada movimiento, como por ejemplo en el tercero en el que el impulso motor básico es continuamente interrumpido por episodios conflictivos. La gran maestría compositiva de Bartók se revela en el hecho de que la precisión de la arquitectura del Concierto nunca despierta la sensación de un rigor formal pedante y aburrido; por el contrario, una espontaneidad lúdica parece dominar la obra como si la música brotara en el mismo momento en que se ejecuta.

### Allegro non troppo
El primer movimiento se abre con unos acordes en el arpa, seguidos por la entrada del solista que presenta el primer tema con un cantabile relajado y un sabor decididamente popular (una copia manuscrita de la parte de violín originalmente llevaba la indicación Verbunkos tempo en lugar del actual Allegro non Troppo), mientras que en el segundo tema Bartók utiliza una serie de doce sonidos que ha llevado a algunos a compararlo con el Concierto a la memoria de un ángel de Alban Berg; en realidad no hay ninguna referencia a la música dodecafónica de la Escuela de Viena y el Segundo Concierto, por su base tonal, no puede relacionarse razonablemente con una obra como la de Berg cuya estética es esencialmente serial. El segundo tema aparece sólo en el compás 73 y está encomendado al solista, cuyas sonoridades envueltas en una luz misteriosa son interrumpidas por una abrupta fanfarria de la orquesta que revive el diálogo. Después del desarrollo algo articulado, sigue la reafirmación, luego es el turno de la cadencia, de gran efecto y muy exigente para las habilidades virtuosas del solista. Después de una cita del tema introductorio, el movimiento concluye con la coda, caracterizada por un ritmo vivo que recuerda la vivacidad frenética de un baile de pueblo.

### Andante tranquillo
El movimiento central consta de tres partes simétricas: exposición, seis variaciones sobre un tema y reafirmación. El tema, presentado por el solista tras una breve introducción de la orquesta, es uno de los más tiernos compuestos por Bartók y tiene carácter de nana popular. Las seis variaciones (I. Un poco più andante; II. Un poco più tranquilli; III. Più mosso; IV. Lento; V. Allegro scherzando; VI. Comodo) se caracterizan por el diálogo entre el solista y los timbales y luego con el arpa, dando lugar a una atmósfera enrarecida, propia de los movimientos lentos de Bartók. La quinta variación destaca por su interpretación caprichosa, en la que domina el entrelazado de los sonidos de percusión, madera y arpa con el solista. El movimiento concluye con la repetición del tema inicial, pero en un tono más sombrío y casi sollozante.

### Allegro molto
El último movimiento comienza con una impetuosa entrada de la orquesta, pero pronto es el solista quien se impone como protagonista presentando el primer tema que deriva de la primera frase del Allegro inicial, pero con una connotación más acentuada de motivo popular. Todos los elementos que siguen derivan de motivos correspondientes del primer movimiento, modificados sobre todo en términos de ritmo, mientras que la construcción es prácticamente la misma. La orquesta se destaca especialmente por la estruendosa intensidad de los metales que emiten majestuosos y solemnes acordes, casi a la manera de una coral. En la parte final, al solista se le encomiendan pasajes que requieren una considerable habilidad virtuosa y el concierto termina en una exuberante explosión de vívidos colores sonoros.